# Zdravo Marijo
Zdravo Marijo (Ave Maria) ist das zehnte Studioalbum der kroatischen Sängerin Severina. Das Album erschien 2008 bei Dallas Records.

## Hintergrund
Komponist und Produzent war Goran Bregović. Alle Texte, außer der des Liedes „Haljinica lila boje“, welches von Nikola Pejaković geschrieben wurde, wurden von Marina Tucaković und Ljiljana Jorgovanović geschrieben.
Das Album ist eine Mischung aus Pop und Folk, weshalb es auch von den kroatischen Medien, aufgrund des Vorwurfs, es herrschten starke Einflüsse des serbischen Turbo-Folks, skeptisch aufgenommen wurde.
Trotz dieser Kritik wurde das Album ein großer Erfolg (u. a. Gold für 10.000 verkaufte Platten in Slowenien), besonders die Lieder „Gas, gas“, „Tridesete“ und „Gade“ wurden zu großen Hits in ganz Ex-Jugoslawien.

## Titelliste
1. Gas, gas
2. Pucajte u tamburaše (Schießt auf die Tamburica-Spieler)
3. Muškarcu samo treba kurva (Ein Mann braucht lediglich eine Hure)
4. Gade (Du Ekel)
5. Da nisi možda gej (Bist Du vielleicht schwul?)
6. Ljute cigare (Scharfe Zigarren)
7. Haljinica boje lila (Das lilafarbene Kleidchen)
8. Šta to ona ima što ja nemam (Was hat sie, was ich nicht habe?)
9. Tridesete (Die Dreißiger)
10. Zdravo Marijo (Ave Maria)